# ひがし由貴
ひがし 由貴（ひがし ゆき、1969年2月5日 - ）は、日本の女優。北海道札幌市出身。桐朋学園大学短期大学部（現・桐朋学園芸術短期大学）演劇専攻科卒業。
1991年、劇団青年座演技部入団。
配偶者はテレビドラマ監督の高畑隆史。

## 出演

### テレビドラマ
- 検事・若浦葉子 第11話「不同意堕胎・お腹の赤ちゃんが殺されていた」（1991年）
- 不思議サスペンス「幻を呼ぶ、蛍姫」（1991年）
- さすらい刑事旅情編（1992年）
- 妻たちの劇場・泣きっ面に姑3（1992年）
- 女監察医・室生亜季子（1994年）
- 春よ、来い（1994年） - 令子役
- 牟田刑事官事件ファイル（1995年）
- おばさんデカ 桜乙女の事件帖3（1995年） - 石井有紀子 役
- 付き馬屋おえん事件帳（1995年）
- 聖龍伝説（1996年） - カレン 役
- はみだし刑事情熱系（1996年） - 下野恭子 役
- 恋の片道切符 (テレビドラマ)（1997年） - 神林八重子 役
- 地方記者・立花陽介（1998年）
- 弁護士・朝日岳之助（1999年） - 仁科宏美 役
- 刑事・鬼貫八郎（1999年） - 中島恵 役
- 暴れん坊将軍X 第5話「埋蔵金に踊らされた夫婦!甲府勤めの甘い罠」（2000年）
- 3年B組金八先生（2002年） - 信太の父の再婚相手・妙子 役
- 探偵 左文字進（2002年）
- 名探偵キャサリン（2002年）
- 松本清張サスペンス特別企画・霧の旗（2003年） - 事務員 役
- 「坊さん弁護士・郷田夢栄2」（2004年） - 郷田妙子 役
- ほんとにあった怖い話 「先見の少女」（2004年） - 斉藤恵子 役
- ウルトラマンマックス 第9話「龍の恋人」（2005年） - アナウンサー 役
- 松本清張・最終章 わるいやつら 第7話「三億円を奪う!!」（2007年）
- デパート仕掛け人!天王寺珠美の殺人推理（2007年）
- 仮面ライダーキバ（2008年） - 麻生ゆりの母 役
- その男、副署長（2008年） - 土屋詩織 役
- 3年B組金八先生（2008年） - 江藤みどり（清花の母） 役
- 浅見光彦〜最終章〜（2009年） - 藤波りん 役
- オルトロスの犬 第2話（2009年7月31日、TBS） - トモキの母 役
- 鉄道警察官・清村公三郎6（2010年） - 細川千尋 役
- 鉄道捜査官11（2010年） - 高見沢冴子 役
- 水戸黄門 第41部 第3話「過去を消した謎の女!・鎌倉」（2010年）
- 仮面ライダーW（2010年） - 関根光子 役
- 外科医 須磨久善（2010年）
- 医龍 -Team Medical Dragon-3（2010年）
- いじわるばあさん3（2010年）
- 美咲ナンバーワン!!（2011年） - 桜井久美子 役
- チーム・バチスタ3 アリアドネの弾丸（2011年） - 谷口礼子 役
- 妖怪人間ベム（2011年） - 篠山豊の母 役
- 愛・命 〜新宿歌舞伎町駆け込み寺〜（2011年）
- 警視庁心理捜査官・明日香（2013年） - 杉田雅子 役
- 看護師・戸田鮎子の推理カルテ2（2013年） - 森島美香 役
- 花嫁のれん 第3シリーズ（2014年） - 中瀬川晴美 役
- 森村誠一サスペンス 刑事の証明7（2014年） - 白石貴美枝 役
- 旅行作家・茶屋次郎12（2014年） - 蒼井葉子 役
- 終着駅の牛尾刑事そして事件記者冴子14（2014年） - 原田圭子 役
- 邪魔（2015年） - 丸野早苗 役
- ソースさんの恋（2017年） - 宇野洋子 役
- 神酒クリニックで乾杯を（2019年）
- 警視庁ゼロ係〜生活安全課なんでも相談室〜 SEASON4（2019年） - 宮原仁美 役
- ちむどんどん（2022年） - 前田キヨ 役
- 警視庁強行犯係・樋口顕 Season2（2022年） ‐ 馬掘多江 役
- 警視庁考察一課（2022年） - 東百合 役

### 映画
- 白ゆき姫殺人事件（2014年） - 夕子の母役

### 舞台
- 「見よ、飛行機の高く飛べるを」本多劇場（1997年）
- 「盟三五大切」ロシア公演（1998年）
- 「アマデウス」日生劇場（松竹）（1998年）
- 「コミック・ポテンシャル」（パルコ、松竹）（2001年）
- 「ハロルドとモード」本多劇場（2002年）
- 「諸国を遍歴する二人の騎士の物語」駅前劇場（2004年）
- 「COLORS」（企画・製作、主演（2005年）

### CM
- NICOSカード
- キャベ・ツー
- アサヒ十六茶
- シャープ液晶ビューカム
- 大東建託
- 三井リハウス
- トヨタ企業
- パンシロントラベルNOW
- ダスキン
- ミツカンアジア食堂
- カルピス
- アメリカンホームダイレクト